# Кон О'Ніл
Роберт Філіп "Кон" О'Ніл (англ. Con O'Neill; народився 15 серпня 1966 року у Вестон-супер-Мер, Сомерсет) —  англійський актор і співак. 

## Кар'єра
Він почав свою акторську кар'єру в Ліверпулі в Everyman Youth Theatre.
У 1988 році був удостоєний театральної премії Лоуренса Олів'є "За кращу чоловічу роль" у  мюзиклі «Брати по крові», і був номінований на Бродвеї у 1993 році на премію "Тоні" як "Кращий актор (мюзикл)" за той же мюзикл.

У 2005 та 2008 роках він зіграв роль Джо Міка у постанові «Telstar: The Joe Meek Story».

У 2006 році зіграв Джона Блісса, гравця покерного турніру який проходив у казино Рояль, місце якого заняв агент 007 Джеймс Бонд. (Сцена була знята, але була вирізанна на пост-продакшені).

У 2008 році він з'явився в ТБ-драмі «Кримінальное правосуддя» з п'яти частин на Бі-бі-сі, граючи роль Ральфа Стоуна.

У 2011 році він взяв на себе роль робітника доків Едді Карбона в п'єсі «A View From the Bridge» в Королівському театрі Обміну в Манчестері (з 18 травня по 25 червня 2011 року). Цей образ виграв Манчестерську театральну премію (2011) у номінації кращий актор. 

У 2013 році він зіграв святого Павла у міні-серіалі «Біблія».

У 2016 році, О'Ніл грав роль Джо Брірлі у другій серії «Звичайної брехні» і з'явився в двох епізодах «Доктора Хто».

У 2019 в серіалі «Чорнобиль» він зобразив директора Віктора Брюханова.

## Зовнішні посилання
- Кон О'Ніл у соцмережі «Твіттер»
- Кон О'Ніл  у соцмережі «Facebook»
- Con O'Neill на сайті IMDb (англ.)
- I Love Love You (song). YouTube (Official excerpt from Uncle Episode 3). Baby Cow Productions. 6 лютого 2014. Архів оригіналу за 24 вересня 2016. Процитовано 7 червня 2019.